# Seeflugzeugträger

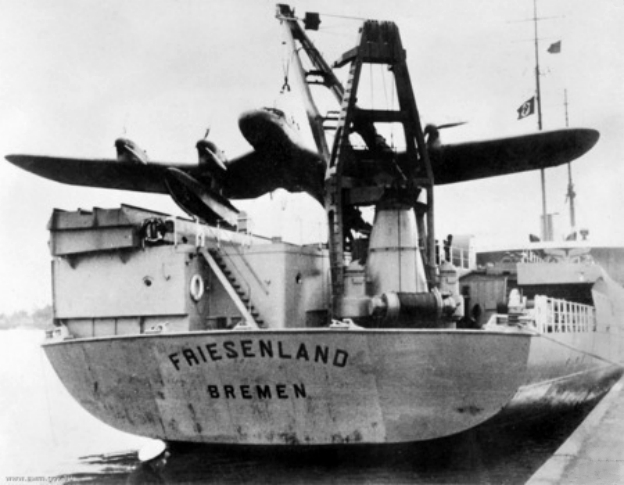
Die Friesenland mit Postflugzeug Blohm & Voss Ha 139, 1937

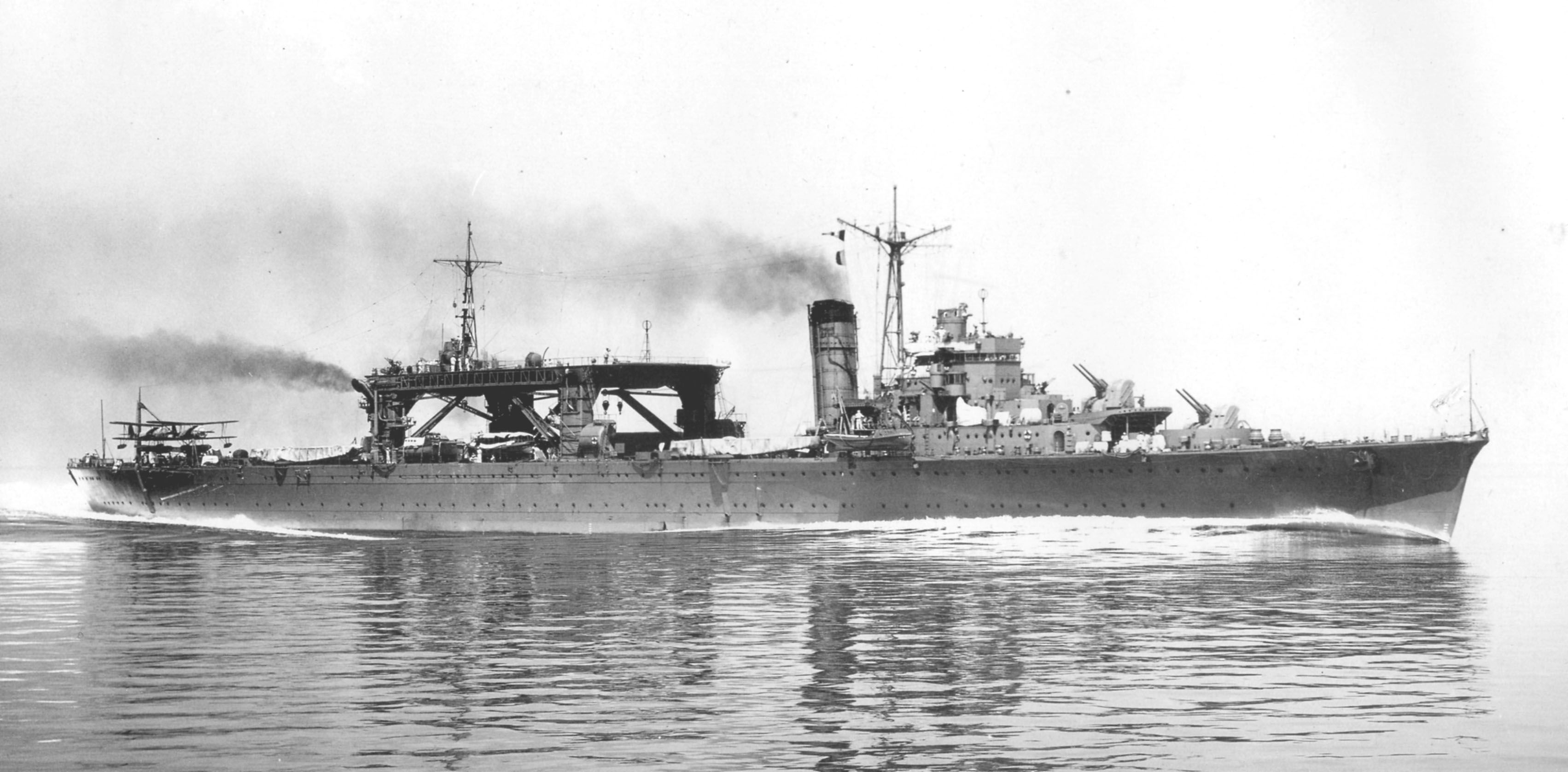
Die Chitose, 1938

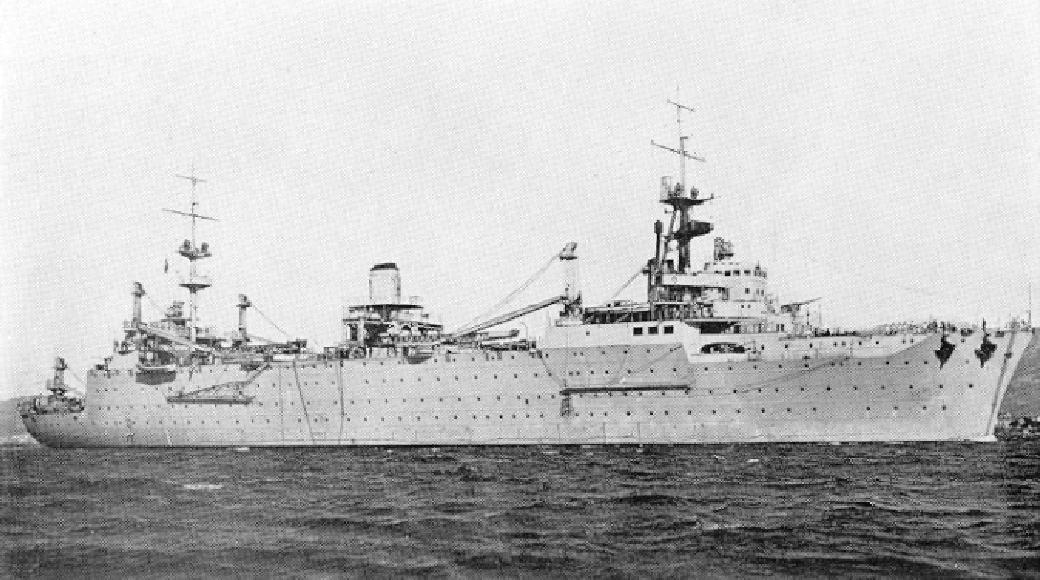
Die Commandant Teste, 1942

Seeflugzeugträger waren Schiffe, die in der ersten Hälfte des 20. Jahrhunderts als Einsatzbasis für katapultfähige Seeflugzeuge dienten. Im Gegensatz zu Seeflugzeugtendern und Flugsicherungsschiffen konnten Wasserflugzeuge auch von Bord gestartet werden.

## Geschichte
Seeflugzeugträger waren von vornherein als schwimmende Basen für Wasserflugzeuge entworfene und gebaute Schiffe, im Gegensatz zu den aus Handels- oder Kriegsschiffen hergerichteten Flugzeugmutterschiffen. Die Erfahrungen mit den Flugzeugmutterschiffen führten zum Entwurf und Bau von Seeflugzeug-Trägerschiffen mit entsprechend für die Flugzeughandhabung entworfener Technik. Je nach Einsatzzweck entwickelte man verschiedene Typen von Seeflugzeugträgern. Ihre Haupteinsatzzeit waren die 1930er und 1940er Jahre.

## Seeflugzeugträgertypen
Teilweise wegen bestimmter Aufgabensetzung, teilweise aus Geheimhaltungs- und Verdunkelungsgründen, teilweise aufgrund baulicher Eigenarten gab es unterschiedliche Typen und Bezeichnungen für Seeflugzeugträger.
Gegen Ende des Ersten Weltkrieges entstanden Flugzeugkreuzer. Waren die Flugzeugmutterschiffe meist relativ langsame ehemalige Handelsschiffe, die den Flottenstreitkräften auf See nicht folgen konnten, so war der Flugzeugkreuzer ein schnelles Kriegsschiff mit Artillerie zur Abwehr feindlicher leichter Seestreitkräfte und der Technik für die Handhabung von mehreren Seeflugzeugen für die Luftaufklärung für die Flotte auf See. Die deutsche Stuttgart und die schwedische Gotland waren Vertreter dieses Schiffstyps.
Katapultschiffe, bei der deutschen Luftwaffe Schleuderschiffe genannt, waren dafür gedacht, mit einem Flugzeugkatapult große Seeflugzeuge in die Luft zu katapultieren. Dies machte deren Start von Wind und Wellengang unabhängig, und sie vermieden den gewaltigen Treibstoffbedarf bei Wasserstarts, weshalb ihre Reichweite oder ihre Zuladung vergrößert werden konnte. Die Schiffe waren mit einem Flugzeughebekran sowie mit Einrichtungen und Ausrüstung für Wartung und Betrieb großer, mehrmotoriger Langstreckenwasserflugzeuge und Flugboote ausgestattet. Im Zweiten Weltkrieg dienten diese Schiffe ebenfalls als Basen für Fernaufklärer der Luftwaffe.
Als Flugstützpunktschiffe bezeichnete man die Katapultschiffe bzw. Flugzeugmutterschiffe der Lufthansa, die diese Schiffe beim Aufbau ihres transatlantischen Luftpostverkehrs in den 1930er Jahren einsetzte. Diese umgebauten Handelsschiffe, wie die Schwabenland oder die zweckentsprechend entworfene und gebaute Friesenland, waren mit Flugzeugkatapult, Flugzeughebekran, Landesegel und Wartungseinrichtungen ausgerüstet, außerdem mit Treibstofftanks und Unterkünften für die wechselnden Flugzeugbesatzungen. Auch sie dienten im Zweiten Weltkrieg als Basen für Fernaufklärer.

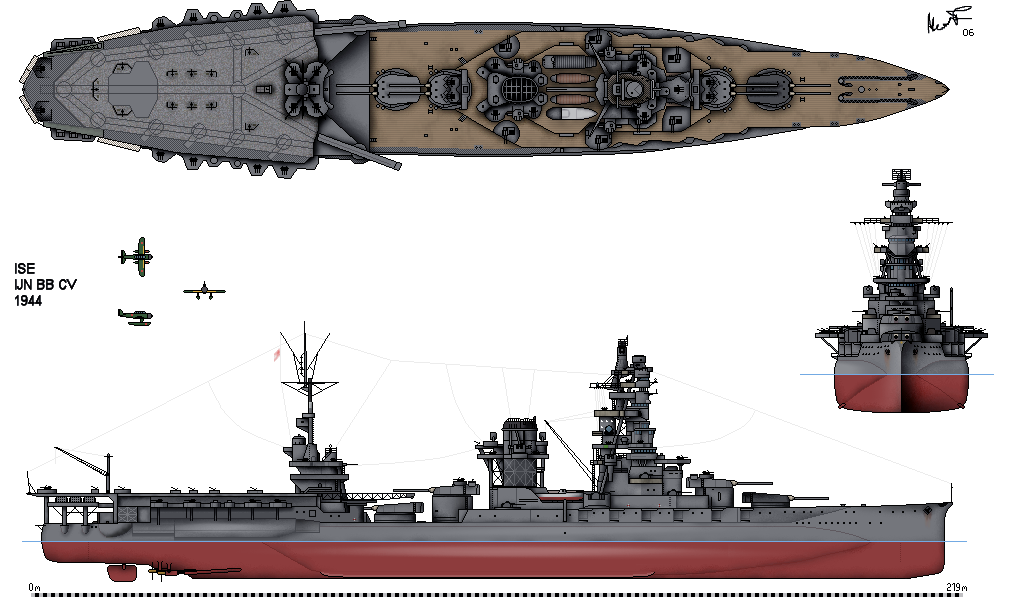
Hybridflugzeugträger Ise

Zwischen den Weltkriegen baute insbesondere Japan militärische Seeflugzeugträger für den Einsatz von Jägern, Bombern und Aufklärern. Beispiele für militärische Seeflugzeugträger sind die französische Commandant Teste und die japanische Chitose-Klasse und deren Weiterentwicklung Nisshin. Im weitesten Sinne gehören auch die Kreuzer der Mogami- bzw. Tone-Klasse und die beiden Hybridflugzeugträgern der Ise-Klasse zu den Seeflugzeugträgern. Ungewöhnliche Träger von Seeflugzeugen waren auch die japanischen Untersee-Seeflugzeugträger, wie die I-400-Klasse, die bis zu drei Wasserflugzeuge für Bombenangriffe mitführen konnten.
Deutsche Pläne vom Anfang der 1940er Jahre für den Bau militärischer Seeflugzeugträger wurden vom Kriegsverlauf überholt.

## Technik
Bei den Flugzeugmutterschiffen beförderte man zunächst die Flugzeuge für den Start vom Wasser und nach ihrer Wasserlandung für ihre Anbordnahme mit den vorhandenen Ladebäumen umständlich zwischen Wasser und Schiff hin- und her. Auch die Betreuung der Flugzeuge an Bord der Flugzeugmutterschiffe war durch die notdürftige Umrüstung der Schiffe behindert. In der Folge wurden Schiffe für den Seeflugzeugeinsatz von vornherein als Seeflugzeugträger entworfen und gebaut. Zu den entscheidenden Verbesserungen gehörte neben dem schiffbaulichen Entwurf als Flugzeugträgerschiff die Verwendung von zweckentsprechend entworfenen Flugzeughebekränen.
Die Entwicklung der Flugzeugkatapulte in den 1920er Jahren erlaubte es, Flugzeuge von Bord aus in die Luft zu katapultieren und vermied so das umständliche Aussetzen der Flugzeuge für ihren Wind- und Wellen-abhängigen Start vom Wasser aus.
Die Anbordnahme der Flugzeuge wurde vereinfacht durch die Erfindung des Landesegels Ende der 1920er Jahre. Ein Flugzeug fuhr nach seiner Wasserlandung auf das vom Schiff ausgebrachte Landesegel wie auf einen Sandstrand auf, wodurch der Wellengang weitgehend ausgeschaltet wurde und der Kran das Flugzeug daher wesentlich einfacher und sicherer an Bord nehmen konnte.